# Festival bunjevački’ pisama 2010.
Festival bunjevački’ pisama 2010. bio je deseto izdanje tog festivala. 
Festival se održao u Dvorani sportova u Subotici 24. rujna 2010. U natjecateljskom dijelu je sudjelovalo 18 solista i skupina. Organizirala ga je po prvi put novoosnovana Hrvatska glazbena udruga «Festival bunjevački’ pisama». Glavni organizator je bio Vojislav Temunović,. Prije finalne večeri je bila 6. smotra dječjih pjevača i zborova, na kojoj su nastupila djeca do 15 godina, a koja su članovi KUD-ova Hrvata iz Vojvodine.
Festival su prvi put prenosili u inozemstvu i na širem području Vojvodine. Tako su ga osim Radio Subotice, prenosili: za šire područje Vojvodine Radio Srbobran, u Hrvatskoj Radio Čazma, Radio Orahovica, Pitomi radio iz Pitomače, potom Radio Slatina, u BiH Radio Herceg Bosna iz Mostara i lokalne postaje iz Busovače, Čapljine, Jajca, Kupresa, Livna, Posušja i Viteza te u Mađarskoj Radio Croatica iz Budimpešte.
Stručno povjerenstvo je izabralo ove pjesme koje su bile na završnoj večeri:
Tamara Babić "Didine riči", Ante Crnković "Tambura je sve što imam", Mladen Crnković "Salašarske svadbe", Valentina Djurić "Tamburaši, tamburaši", Boris Godar i Tatjana Pakrac Zvonar "Kad tamburica zasvira", ansambl Hajo "Tamburaši, samo svirajte", Ladislav Huska "Crkva sv. Roke", Marija Jaramazović "Tambura nam pismu pamti", Vedran Kujundžić "Hej, Bunjevci moji", Antun Letić Nune "Zaspala je bunjevačka vila",  Tamara Orčić "Rastanak", Antonija Piuković "Litnja kiša", ansambl „Ravnica" i pjesma "Oprosti", Marinko Rudić Vranić "Ljubio sam, ljubio", Darko Temunović "Moja Subotica", ansambl "Svirci moji" iz Pitomače i pjesma "Bunjevačka noć", ansambl Patrija iz Županje i pjesma "Teče, teče vrime", Kristina Vojnić Purčar "Ta ravnica naša".
Suci za najbolji tekst (do sada neobjavljen): prof. Ljiljana Dulić, Katarina Čeliković, Milovan Miković, Ivana Petrekanić Sič i Tomislav Žigmanov.
Stručni žiri za izbor najboljih skladbi, aranžmana, izvođača i debitanta: Marijana Crnković, Tomislav Galić, Nataša Kostadinović, Đuro Parčetić i Berislav Skenderović.
Izvođače je pratio Festivalski tamburaški orkestar kojim je ravnala prof. Mira Temunović. 
Po ocjeni strukovnih sudaca za glazbu, pobijedila je pjesma: "Tambura je sve što imam" (glazba: Pere Ištvančić i Marinko Žeravica, stihovi: Marinko Žeravica, aranžman: Pere Ištvančić), u izvedbi Ante Crnkovića. Ante Letić Nune kao autor glazbe za pjesmu "Zaspala je bunjevačka vila" (glazba:Ante Letić Nune, stihovi:Gabrijela Diklić, aranžman: Nela Skenderović) je dobio drugu nagradu strukovnih sudaca. Treću nagradu je dobila pjesma "Bunjevačka noć" (glazba:Marinko Barčan, stihovi: Rajko Stilinović, aranžman: Danijel Krmić) koju je izveo tamburaški sastav Svirci moji iz Pitomače.
Gledatelji u dvorani, gledatelji televizije K23 i slušatelji Radio Subotice i svih radijskih postaja koje su prenosile festival su mogli glasovati SMS-om i telefonski. Po njihovom izboru, najbolja je pjesma bila "Zaspala je bunjevačka vila"(glazba:Ante Letić Nune, stihovi:Gabrijela Diklić, aranžman: Nela Skenderović), izvođača Ante Letića Nune. 
Nagrada za najbolji do sada neobjavljeni tekst: Marko Sente za pjesmu "Zaboravljeni zavit" (glazba i stihovi: Marko Sente, aranžman: Stipan Jaramazović), koju je izveo Darko Temunović.
Nagrada za najbolji aranžman: ansambl Ravnica za skladbu "Oprosti" (glazba i stihovi: Josip Francišković, aranžman: ansambl Ravnica). Ansambl je izvođač ove pjesme.
Nagrada stručnog žirija za najbolju interpretaciju: Ante Crnković koji je izveo skladbu "Tambura je sve što imam" (glazba: Pere Ištvančić-Marinko Žeravica, stihovi: Marinko Žeravica, aranžman: Pere Ištvančić).
Nagrada za najboljeg debitanta: tamburaški sastav Patria iz Županje koji je izveo skladbu "Teče, teče vrime" (glazba, stihovi, aranžman: Šima Dominković).

## Vanjske poveznice
- HRsvijet.net  Arhivirana inačica izvorne stranice od 30. studenoga 2018. (Wayback Machine) Subotica: Završen festival bunjevačkih pisama